# Жароштя
Жароштя (рум. Jaroștea) — село у повіті Вилча в Румунії. Входить до складу комуни Глевіле.
Село розташоване на відстані 162 км на захід від Бухареста, 41 км на південний захід від Римніку-Вилчі, 56 км на північний схід від Крайови.

## Населення
За даними перепису населення 2002 року у селі проживала 61 особа, усі — румуни. Усі жителі села рідною мовою назвали румунську.